# دینا دلانی
دِینا ولز دلانی (انگلیسی: Dana Delany؛ زادهٔ ۱۳ مارس ۱۹۵۶) هنرپیشه و صداپیشه اهل ایالات متحده آمریکا است که از سال ۱۹۷۴ میلادی تاکنون مشغول فعالیت بوده‌است.

## بخشی از فیلمشناسی
از فیلم‌ها یا برنامه‌های تلویزیونی که وی در آن نقش داشته‌است می‌توان به آثار زیر اشاره کرد.
- فن (فیلم ۱۹۸۱) (۱۹۸۱)
- بالماسکه (۱۹۸۸)
- پتی هرست (فیلم) (۱۹۸۸)
- خواب سبک (فیلم ۱۹۹۲) (۱۹۹۲)
- خانه‌نشین (فیلم) (۱۹۹۲)
- توم‌استون (فیلم) (۱۹۹۳)
- بتمن: نقاب شبح (۱۹۹۳)
- پرواز به خانه (۱۹۹۶)
- خم (فیلم) (۱۹۹۸)
- وسوسه درست (۲۰۰۰)
- چرخش (فیلم ۲۰۰۳) (۲۰۰۳)
- اردوگاه جهنم (۲۰۱۰)
- کارمزدها (فیلم) (۲۰۱۲)
- لیگ عدالت: پارادوکس فلش‌پوینت (۲۰۱۳)
- امید رایان (۱۹۷۸)
- چیرز (۱۹۹۲)
- دوناتو و دختر (۱۹۹۳)
- سوپرمن: مجموعه پویانمایی (۱۹۹۶–۲۰۰۰)
- زنان واقعی (۱۹۹۷)
- رستاخیز (فیلم ۱۹۸۰) (۱۹۹۹)
- بوستون لیگال (۲۰۰۴)
- واژه ال (۲۰۰۶)
- ناوبر فضایی گالاکتیکا (مجموعه تلویزیونی ۲۰۰۹) (۲۰۰۶)
- گروگان (مجموعه تلویزیونی) (۲۰۰۶)
- د بتمن (مجموعه تلویزیونی) (۲۰۰۷)
- کدبانوهای وامانده (۲۰۰۷–۱۰, ۲۰۱۲)
- بتمن شجاع و جسور (۲۰۱۰)
- کسل (مجموعه تلویزیونی) (۲۰۱۰)
- پادشاه تالسا (۲۰۲۲)
- هیاهوی بسیار برای هیچ (۲۰۰۳)
- شب ایگوانا (۲۰۱۷)